# 穆棱镇
穆棱镇，是中华人民共和国黑龙江省牡丹江市穆棱市下辖的一个乡镇级行政单位。

## 行政区划
穆棱镇下辖以下地区：
光荣社区、中福社区、团结社区、西岗社区、黎明社区、建设社区、先锋社区、道西社区、迎春社区、河南社区、德胜社区、春利社区、中心社区、前进社区、向阳社区、三岔社区、向南社区、新星社区、兴盛村、石河村、泉眼河村、大屯村、团结村、大桥村、红旗村、西岗村、河南村、黎明村、三岔村、泉兴村、振兴村、北林村、兴隆村、河北村、腰岭村、岭前村、明新村和柳毛村。